# النمئة (بعدان)

تعديل مصدري - تعديل

النمئة محلة تابعة لقرية الظهرة، التابعة لعزلة سير بمديرية بعدان إحدى مديريات محافظة إب في الجمهورية اليمنية، بلغ تعداد سكانها 107 حسب تعداد اليمن لعام 2004.